# 인디스페이스
인디스페이스(INDIE SPACE)는 대한민국 최초의 독립 영화 전용상영관이다.

한국독립영화협회 독립영화 배급지원센터가 영화진흥위원회의 위탁을 받아 2007년 11월 8일, 서울특별시 중구 저동에 소재해 있던 중앙시네마극장의 3관을 임대하여 개관하였다. 한국 독립 영화의 개봉과 개봉 지원, 서울독립영화제, 인디다큐페스티발, 인디포럼 등 독립영화제의 대관 후원, 독립 영화 DVD 제작 지원 등을 진행하였다. 하지만 이명박 정부 들어 진행된 문화예술계 좌파 인사 척결의 일환으로, 영화진흥위원회가 독립영화전용관 위탁 운영자를 공모제 방식으로 선정하기로 하였고, 이에 반대한 한국독립영화협회는 공모에 응하지 않았고, 2009년 12월 31일 휴관하였다. 이후 2010년부터 정치 권력에 흔들리지 않는 독립영화전용관을 설립하기 위해 '독립영화전용관 확대를 위한 시민모임'을 설립 및 민간 독립영화전용관 건립 사업을 진행하였고, 2012년 5월 29일 서울 종로구 신문로2가에 소재한 '미로스페이스'를 임대하여 재개관하였다.
2015년 6월 5일 서울 종로구 돈화문로에 소재한 서울극장으로 이전 개관하였다. 
서울극장이 2010년대 후반부터 한국 내 OTT 확대로 인한 전국적인 극장 관람 인원수 하락세와 더불어, 2020년대 초반 범유행전염병 코로나바이러스감염증-19 한국 내 확산 등으로 인해 2021년 8월 31일 사업을 종료하면서, 위치하고 있던 인디스페이스도 2021년 12월 30일까지 운영됐다. 
2022년 3월 27일 서울 마포구 소재 롯데시네마 홍대입구점 1관을 임대해 이전개관했으며, 다시 2023년 11월 4일 롯데시네마 홍대입구점 2관으로 상영관을 변경해서 운영 중이다.